# Бібліс (рослина)
Бібліс (Byblis) — рід рослин монотипової родини біблісових (Byblidaceae).

## Етимологія

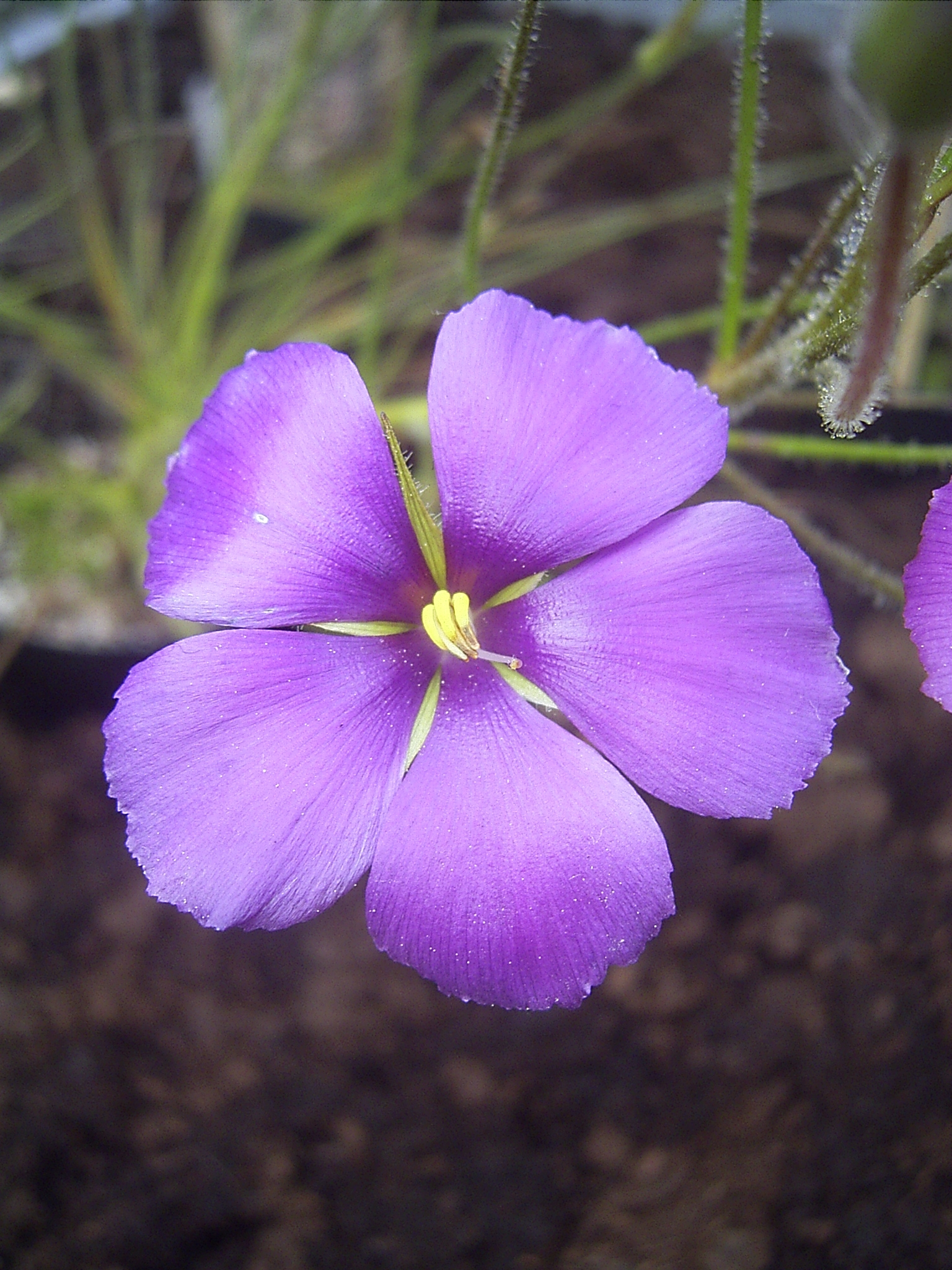
Квітка Бібліса гігантського

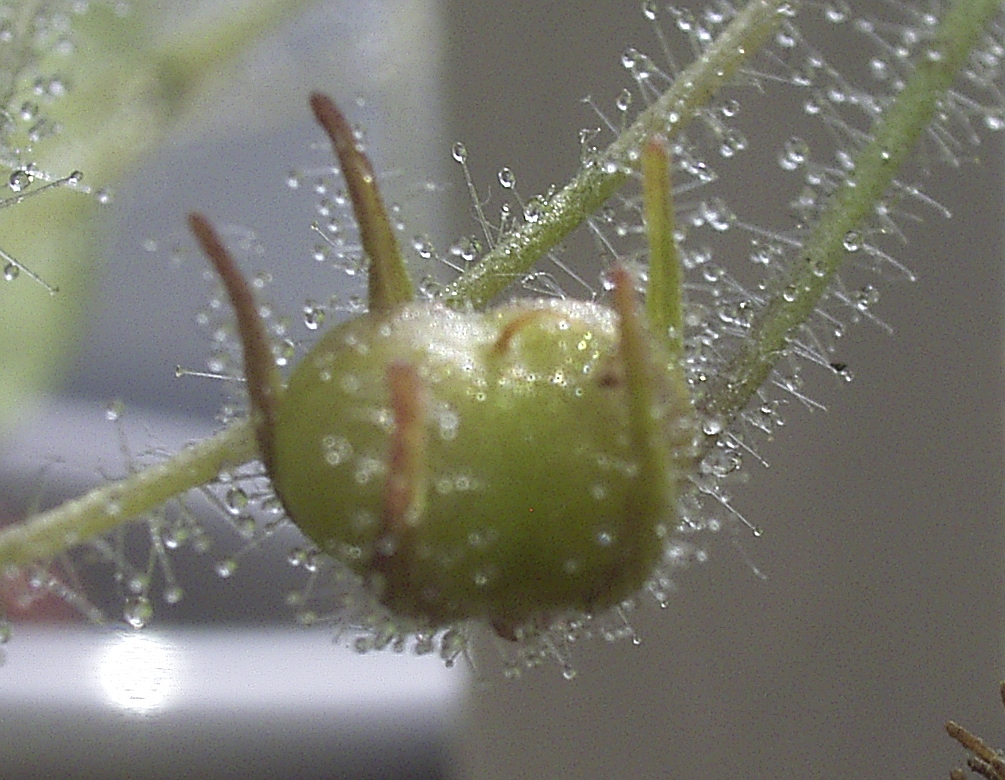
Плід Byblis liniflora

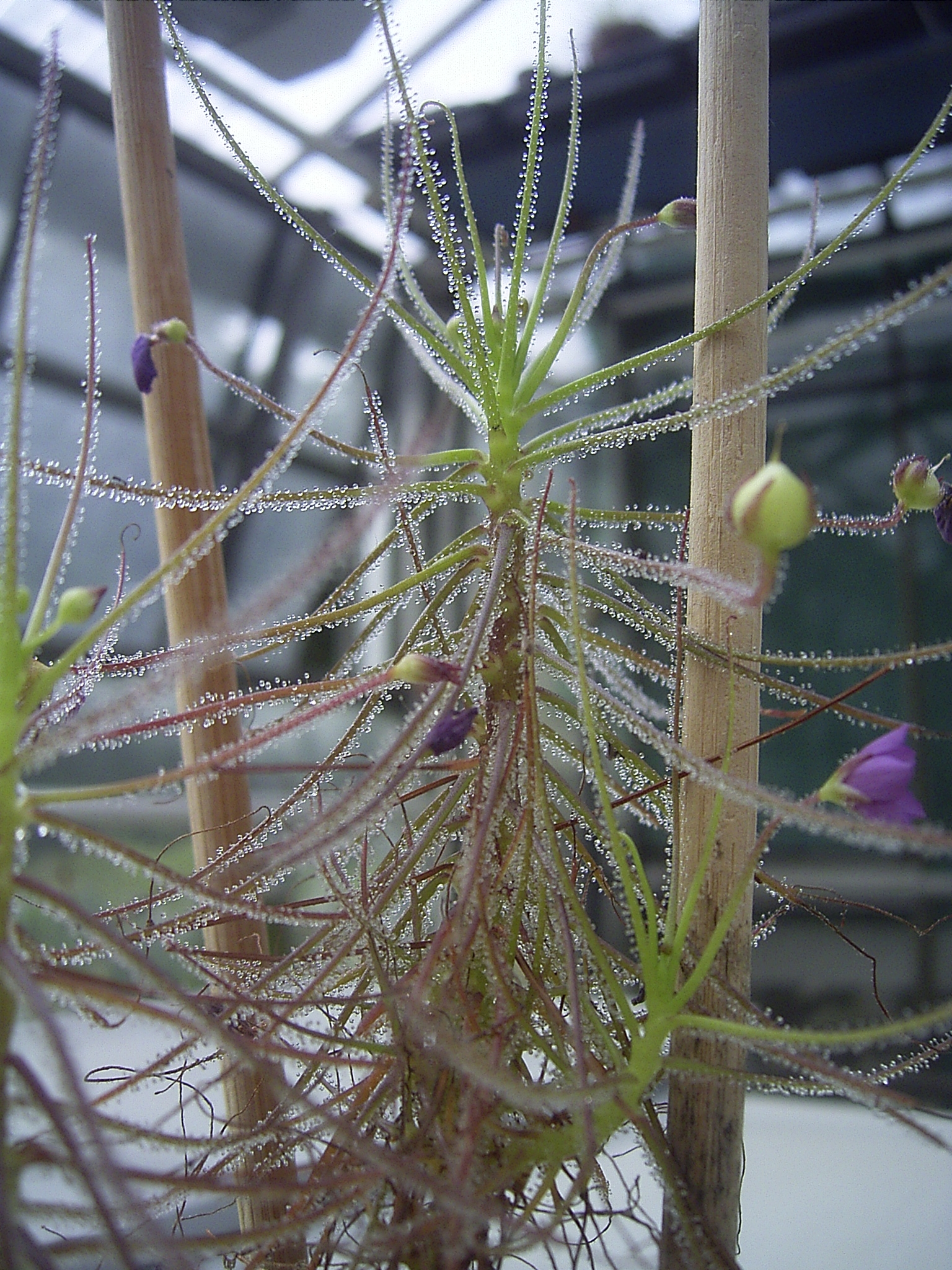
Byblis aquatica

Ім'я роду дала дівчина на ім'я Бібліс — персонаж грецької міфології.
Бібліс, будучи кинутою коханим, плакала так сильно, що пролиті нею сльози утворили невичерпне джерело в Карії під кам'яним дубом…. Краплі клейкого слизу, що покривають листя біблісів, нагадують ці сльози.

## Морфологія
Бібліси — комахоїдні рослини, зовні схожі на росички, проте не мають з ними близького споріднення. Це невисокі чагарники до півметра заввишки (бібліс гігантський — до 70 см). Листя — довгі, круглі в поперечному перерізі, покриті безліччю волосків і залозок (до 300 тисяч і до 2 мільйонів). У різних видів Біблісів формуються два типи залозок. Спочатку жертва ловиться на волоскоподібні залозки на ніжці, липкий прозорий секрет яких покриває тіло комах. Другий тип залозок розташовується на поверхні листя — вони виділяють травні соки. Проте в цьому соку відсутні як ферменти, так і бактерії, у зв'язку з чим досі висловлюються нові гіпотези. Згідно з одними — в травленні важливу роль грають гриби, згідно з іншими — на рослині живуть дрібні безкрилі комахи, які перетравлюють жертву рослини, а потім виділяють живильну рідину, яку рослина може потім перетравлювати і поглинати. Зазвичай вони ховаються на верхній поверхні листя, де менше липких стеблястих залозок, але здатні мчати до жертви в будь-якому напрямку. Невідомо, чи сприяють ці комахи запиленню або їх співжиття з Біблісами являє собою рід коменсалізму, коли один вид годується залишками їжі іншого, не завдаючи йому шкоди, чи користі.
Квітки біблісів — фіолетових відтінків, але зустрічаються й білі.

## Екологія
Бібліси — невисокі, з тонким кореневищем одно-дворічні рослини (бібліс льоноквітковий) або досить великі (висотою до 0,5 м) багаторічники з дерев'янілими кореневищами (бібліс гігантський), що живуть на вологих кислих ґрунтах по берегах річок, болотах або на пісках, що заболочуються в зимовий період і пересихають влітку. Бібліс гігантський нерідко поселяється також на гарі й порушених місць проживання, зникаючи з цих місць у міру відновлення природної рослинності.

## Поширення
Ареал — Австралія і Папуа Нова Гвінея. Надають перевагу болотистим зволоженим ґрунтам. Страждає від колекціонування любителями-садівниками. Щорічний попит на світовому ринку на Бібліс гігантський зростає. Місця знаходження цієї рослини охороняються в національному парку Мур-Рівер.

## Види
Відомо 7 видів біблісів (див. картку).
Перший вид був відкритий в XIX столітті, але пізніше були виявлені нові види, підвиди і форми цієї рослини.
В останні роки було описано декілька нових видів бібліса. До їх числа належить бібліс водний (Byblis aquatica), досі відомий з декількох точок в околицях міста Дарвіна, а також бібліс нитколистовий (Byblis filifolia) і бібліс залозистоопущений (Byblis rorida), які поширені в районі Кімберлі і Західної Австралії. Популяції останніх видів видаються досить стійкими.

## Утримання в культурі
Віддає перевагу сонячному місцю розташування або часткове притіненим, температура 3 — 40 градусів, залежно від виду, піщані, від сезонно — сухих до вологих ґрунтів. Морозостійкість до 0 градусів. У субстрат, додають пісок, у якому відсутнє вапно.

## Охорона
Всі види біблісових входять до списку СІТЕС.